# Haixing (köpinghuvudort i Kina, Heilongjiang Sheng, lat 47,19, long 126,67)
Haixing (kinesiska: 海兴, 海兴镇) är en köpinghuvudort i Kina. Den ligger i provinsen Heilongjiang, i den nordöstra delen av landet, omkring 160 kilometer norr om provinshuvudstaden Harbin. Antalet invånare är 26 776. Befolkningen består av 13 228 kvinnor och 13 548 män. Barn under 15 år utgör 13,0 %, vuxna 15-64 år 79 %, och äldre över 65 år 7,0 %.
Runt Haixing är det ganska tätbefolkat, med 199 invånare per kvadratkilometer. Närmaste större samhälle är Gonghe, 17,3 km norr om Haixing. Trakten runt Haixing består till största delen av jordbruksmark.
Genomsnittlig årsnederbörd är 913 millimeter. Den regnigaste månaden är juli, med i genomsnitt 286 mm nederbörd, och den torraste är januari, med 8 mm nederbörd.